# Іванишин Василь Петрович
Васи́ль Петр́ович Івани́шин (*23 березня 1944, Зелений Гай — 8 травня 2007) — доцент Дрогобицького державного педагогічного університету, Провідник всеукраїнської організації «Тризуб» імені Степана Бандери, один із засновників та головний редактор "Видавничої фірми «Відродження». Літератор, політолог.

## Життєпис
Василь Іванишин народився у 1944 році у с. Зелений Гай Городоцького району Львівської області. Батько — Іванишин Петро Васильович (1905) цеховий столяр, керівник кущового відділу служби безпеки ОУН(б). Мати — Іванишин Катерина Миколаївна (1917) зв'язкова ОУН(б).
У 1958 із відзнакою закінчив семирічну школу у с. Милятин. Згодом закінчив вечірню школу у м. Рудки. З 14 років працював будівельником у Львові. Три роки служив в армії, закінчив службу у званні старший сержант. У 1972 р. закінчив філологічний факультет Дрогобицького державного педінституту імені Івана Франка, де з 1973 р. працював викладачем української мови, згодом — доцентом кафедри української літератури. Сфера наукових інтересів — філологічні й епістемологічні питання, зокрема проблеми теорії літератури, літературної критики, історії літератури ХІХ—ХХ ст., лінгвістики, загальногуманітарної методології.
Одружився у 1974 році, дружина Світлана (1954). У 1975 році народився син Петро, у 1976 — донька Тетяна, у 1980 — син Андрій.
У 80-х активно включився у національно-визвольну боротьбу, зокрема виступав за відновлення Української Греко-Католицької Церкви та за утвердження української мови. Короткотривало був членом Руху. Утверджував і розвивав ідеї українського націоналізму.
В 1990 був співзасновником видавничої фірми «Відродження» на посаді головний редактор, а потім президент фірми.
У 1993 році створив націоналістичну організацію орденського типу — «Тризуб» імені С.Бандери. Перший головний командир у званні полковника, а також довічний Провідник цієї всеукраїнської організації.
Помер Василь Іванишин від аневризми аорти 8 травня 2007 року у міській лікарні м. Дрогобича.

## ВО «Тризуб» імені Степана Бандери
Засновник і ідеолог «Тризуба» імені Степана Бандери — дієвої всеукраїнської організації з орденським типом мислення і чину, яка в умовах повної ідейної дезорієнтації суспільства взялася за продовження незавершеної справи української нації — довершення української національної революції для здобуття Української Соборної Самостійної Держави. Ним закладено основні принципи цієї організації — не на основі чиїхось особистих прагнень, не на власному баченні проблеми будь-ким із її керівництва, а на рятівній для української нації основі — ідеології українського націоналізму з його християнським принципом вищості духовного над тлінним.
Враховуючи досвід своїх попередників, Василь Іванишин у щоденній боротьбі навчив своїх соратників практичного сприйняття й осмислення будь-якої події, явища чи особи в політиці виключно з позицій добра чи шкоди для української нації, а не за допомогою мірила приватних уподобань та антипатій. Тому створена ним організація вже стільки часу живе і діє, незважаючи на жодні матеріальні труднощі та політичні перешкоди.
Василеві Іванишину належить авторство «Програми реалізації української національної ідеї у процесі державотворення» (2003). Усі його праці й практична діяльність витримані в рамках однієї генеральної лінії: «Без вирішення головного політичного питання — створення української національної держави (УССД) — жодна інша (соціальна, економічна, політична, освітня, культурна, релігійна тощо) проблема ніколи не буде вирішуватися на користь народу».
23 липня 1997 року Тернопільський обласний суд засудив одного з керівників «Тризубу» Івана Суту до двох років позбавлення волі умовно за статтею 187-6 за створення незаконного воєнізованого формування. Одночасно ухвалою суду сам «Тризуб» був визнаний незаконним воєнізованим формуванням, що підлягає ліквідації. Однак 23 лютого 1999 року Верховний суд, переглядав справу, залишивши в силі вирок «активістів», відправив на дослідування рішення про визнання «Тризуба» незаконним і воєнізованим

## Родина
Дружина Світлана (1954), сини: Іванишин Петро Васильович — український філолог, шевченкознавець, доктор філологічних наук, професор Дрогобицького державного педагогічного університету та Іванишин Андрій Васильович. Дочка Іванишин Тетяна Василівна — філолог;викладач української мови та літератури у Дрогобицькому педагогічному ліцеї. У Василя Іванишина чотири внучки: Катруся (2000), Галинка (2004), Юстинка (2004), Марта (2014).

## Пам'ять
З нагоди 70-річчя засновника «Тризубу» імені Степана Бандери Василя Іванишина, відкрили меморіальну дошку у місті Дрогобич.
Книги
- Олег Баган, Петро Іванишин. Василь Іванишин: інтелектуальна біографія. — Тернопіль: Крила, 2023. — 240 с.

## Праці
- «Українська Церква і процес національного відродження» (1990),
- «Мова і нація» співавторстві з Я. Радевичем-Винницьким (1990, 1991, 1992, 1994, 2004),[4]
- «Нація. Державність. Націоналізм» (1992),[5]
- «Українська ідея і перспективи націоналістичного руху» (2000),
- «Непрочитаний Шевченко» (2001),
- «Вибір нації-2002» (2002),
- «На розпутті велелюднім» (2003),
- «Жерці імпрези» (2003),
- «Національні лідери України» (2024),
- статті національно-суспільної тематики — відповідей на гостро актуальні ідеологічні, політичні та державотворчі проблеми нашого часу. Націологія завдячує Василеві Іванишину випрацюванням національно-екзистенційної методології гуманітарних досліджень.